# Stazione di Valeggio sul Mincio
Stazione di Valeggio sul Mincio vasútállomás Olaszországban, Veneto régióban, Valeggio sul Mincio településen.

## Vasútvonalak
Az állomást az alábbi vasútvonalak érintik:
- Mantova-Peschiera-vasútvonal

## Kapcsolódó állomások
A vasútállomáshoz az alábbi állomások vannak a legközelebb: 
- Stazione di Pozzolo-Volta
- Stazione di Monzambano